# Conocybe bulbifera
Conocybe bulbifera är en svampart som först beskrevs av Calvin Henry Kauffman, och fick sitt nu gällande namn av Henri Romagnesi 1942. Conocybe bulbifera ingår i släktet Conocybe och familjen Bolbitiaceae.   Inga underarter finns listade i Catalogue of Life.